# Ярошево (Куявсько-Поморське воєводство)
Ярошево (пол. Jaroszewo, нім. Jaroschewo) — село в Польщі, у гміні Жнін Жнінського повіту Куявсько-Поморського воєводства.
Населення — 416 осіб (2011).
У 1975-1998 роках село належало до Бидгощського воєводства.

## Демографія
Демографічна структура станом на 31 березня 2011 року:
|          | Загалом | Допрацездатний вік | Працездатний вік | Постпрацездатний вік |
| -------- | ------- | ------------------ | ---------------- | -------------------- |
| Чоловіки | 198     | 39                 | 142              | 17                   |
| Жінки    | 218     | 53                 | 125              | 40                   |
| Разом    | 416     | 92                 | 267              | 57                   |